# Gospa od Škrpjela
Nossa Senhora das Rochas (montenegrino: Gospa od Škrpjela ) é um dos dois ilhéus na costa de Perast, na baía de Kotor, Montenegro (o outro é a ilha Sveti Juraj). É uma ilha artificial criada por baluarte de rochas e afundando navios velhos e apreendidos carregados de pedras. A igreja católica romana de Nossa Senhora das Rochas (em italiano:  Chiesa della Madonna dello Scarpello) é o maior edifício da ilhota; tem um museu anexado. Há também uma pequena loja de presentes perto da igreja e uma luz de navegação no extremo oeste da ilhota. A ilhota e o santuário integram o sítio Região Natural e Histórico-Cultural de Kotor, inscrito desde 1979 na lista do Património Mundial da UNESCO.

## Descrição
Gospa od Škrpjela, uma ilha em frente a Perast, é uma ilha artificial criada no final do século XV em torno de um recife rochoso onde, pelo menos segundo a tradição, os irmãos Moršići encontraram uma imagem de Nossa Senhora no dia 22 de julho de 1452. O povo de Perast decidiu em 1452 construir uma igreja católica romana naquele local, o templo da Virgem. Pedras foram atiradas em volta da rocha e uma pequena capela foi construída. Depois, na fašinada, costume tradicional, durante séculos empilharam pedras, afundaram barcaças e navios turcos em ruínas, de modo que com o tempo a superfície da ilha se expandiu cada vez mais. Hoje tem cerca de três mil metros quadrados e nela está localizada a igreja de Nossa Senhora de Škrpjela.
Segundo a lenda, a ilhota foi feita ao longo dos séculos por marinheiros locais que fizeram um juramento antigo depois de encontrar o ícone de Madonna e Menino Jesus na rocha do mar em 22 de julho de 1452. Ao retornar de cada viagem bem-sucedida, eles lançaram uma pedra na baía. Com o tempo, a ilhota emergiu gradualmente do mar. O costume de jogar pedras no mar está vivo até hoje em dia. Todos os anos, no pôr do sol de 22 de julho, ocorre um evento chamado fašinada no dialeto local, quando os moradores locais pegam seus barcos e jogam pedras no mar, alargando a superfície da ilha.
A atual igreja de Nossa Senhora de Škrpjela, que deu nome à ilha, foi construída em 1630 pelos venezianos e é um dos monumentos históricos e culturais mais importantes de Boka Kotorska. Representa o centro cultural da população bokelje. As obras mais intensas da igreja foram realizadas de 1720 a 1725, quando foram construídos um presbitério de oito lados com cúpula e uma torre sineira redonda com cornijas horizontais e lacunas segundo projeto do então famoso Ilija Katičić. Petar Dubrovčanin e Vuk Kandiot também participaram da construção. Na fachada da igreja encontra-se um portal com frontão e uma pequena estátua de Nossa Senhora e Cristo de aspecto muito arcaico. 
Representante da escola veneziana de pintura na região, Tripo Kokolja, um famoso artista barroco do século XVII de Perast, pintou o interior da igreja por ordem de Andrije Zmajević de Peraš. Há sessenta e oito das suas pinturas em tela nas paredes e no teto. Nas partes inferiores estão pintadas cenas do Antigo Testamento, e no topo e nas zonas superiores das paredes estão cenas da vida da Virgem. No teto, na parte central, encontra-se uma grande pintura da Assunção da Virgem Maria, A Morte da Virgem, com dez metros de comprimento. No teto há cerca de quarenta pinturas, entre as quais passa uma corda dourada torcida, um símbolo da navegação. Há também pinturas de artistas italianos.
Em 1796, por encomenda do município de Peraš, Antonio Capelano, escultor genovês, realizou um altar de mármore onde se encontra o famoso ícone de Nossa Senhora de Škrpjela. Este ícone, a Nossa Senhora das Rochas, (atade de por volta de 1452, é obra de Lovro Dobričević, artista local do final do século XV, residente em Kotor.
Na igreja encontram-se também diversas coleções arqueológicas, pinturas, artesanato, objetos da vida quotidiana, que os fiéis deixaram como ex-votos em agradecimento pelo cumprimento das orações dirigidas a Nossa Senhora de Škrpjela, padroeira dos marítimos das Bocas de Kotor, os bokeli. 
Nas paredes laterais da igreja existe uma numerosa coleção de tábuas votivas de prata, gravadas com os navios dos marinheiros bokeli. Antes de irem para o mar, os marinheiros deixavam estas representações em relevo das suas embarcações, pois acreditavam que a Senhora de Škrpjela os protegeria durante a viagem.
A igreja também abriga uma famosa tapeçaria votiva bordada por Jacinta Kunić-Mijović, de Perast. Esta artesã levou 25 anos para concluir esta obra, enquanto esperava que o seu querido regressasse de uma longa jornada. Eventualmente, ela ficou cega enquanto trabalhava nesta obra. Na sua composição usou fibras douradas e prateadas, mas o que torna a tapeçaria tão famosa foi a artesã também ter bordado usando os próprios cabelos.
Frente à igreja há um pequeno edifício de pedra, que abriga uma sala chamada Sala da Reconciliação. Durante séculos, esta sala tem sido usada para reconciliar partes em conflito, amigos, famílias, ortodoxos e católicos, sem distinção. Nela foram evitadas muitas rixas de sangue, pois quem nele aceita falar, devido à santidade do local, renunciou antecipadamente à violência e aos insultos, para que numa conversa normal as situações se resolvam de forma pacífica.

## Galeria

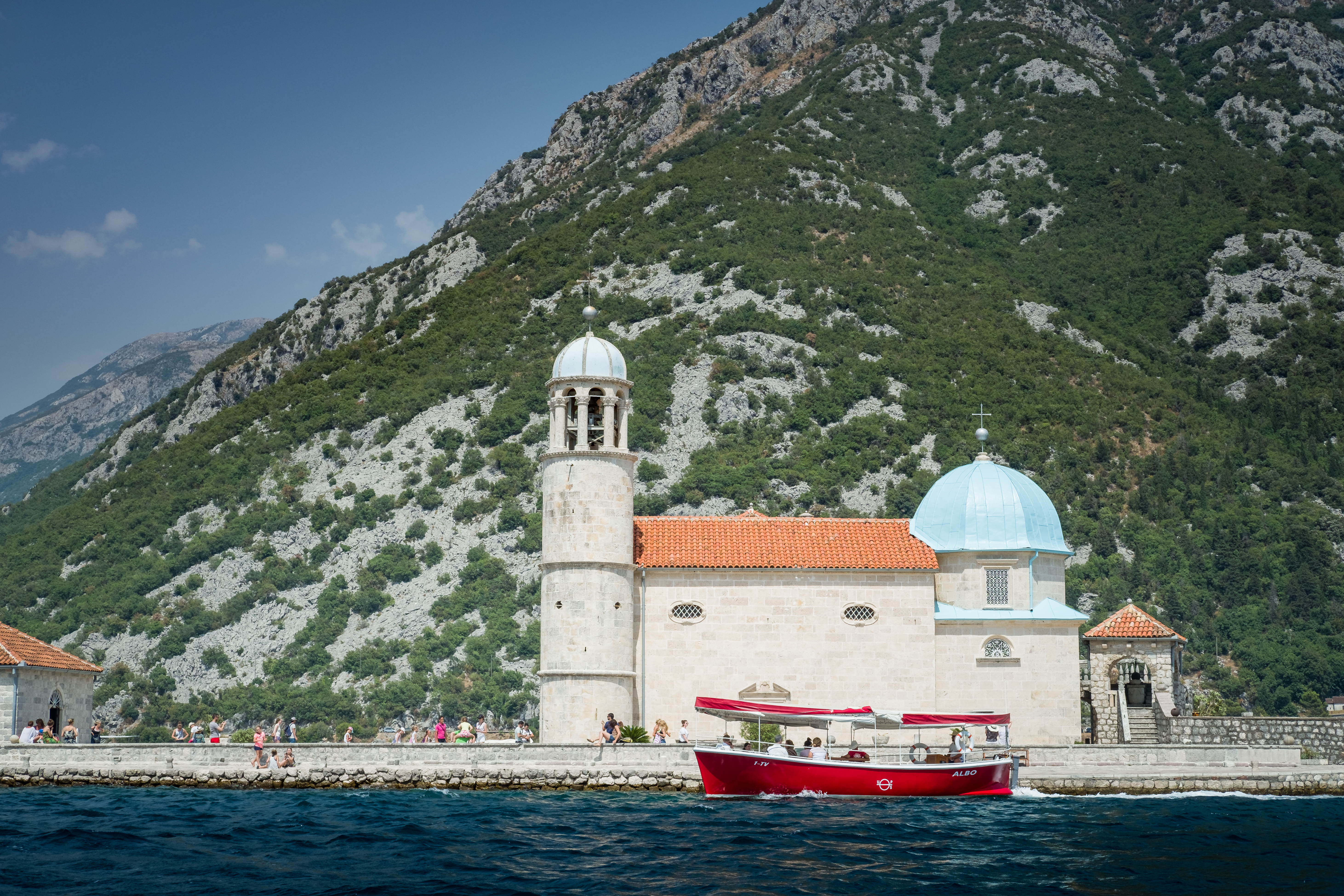
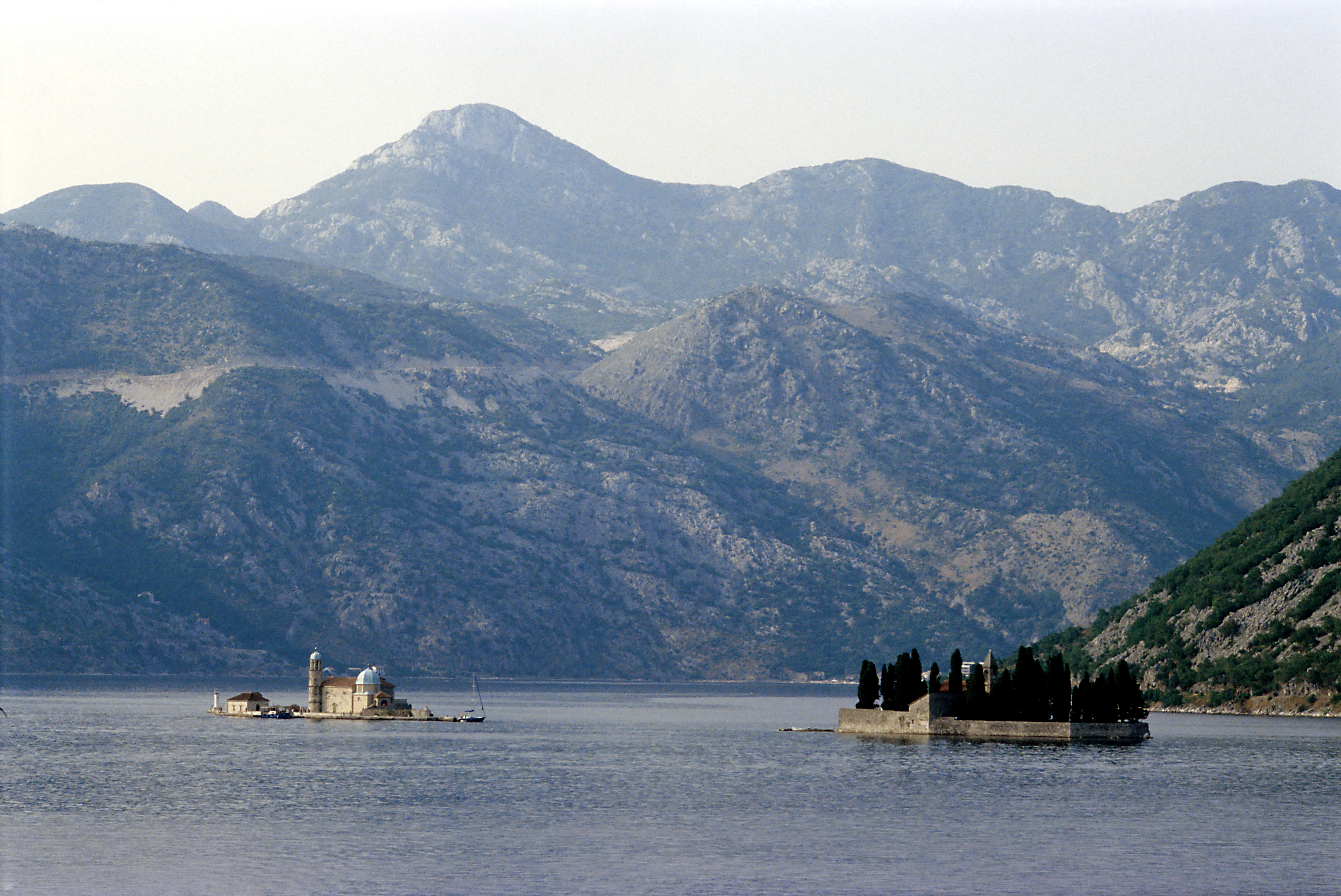
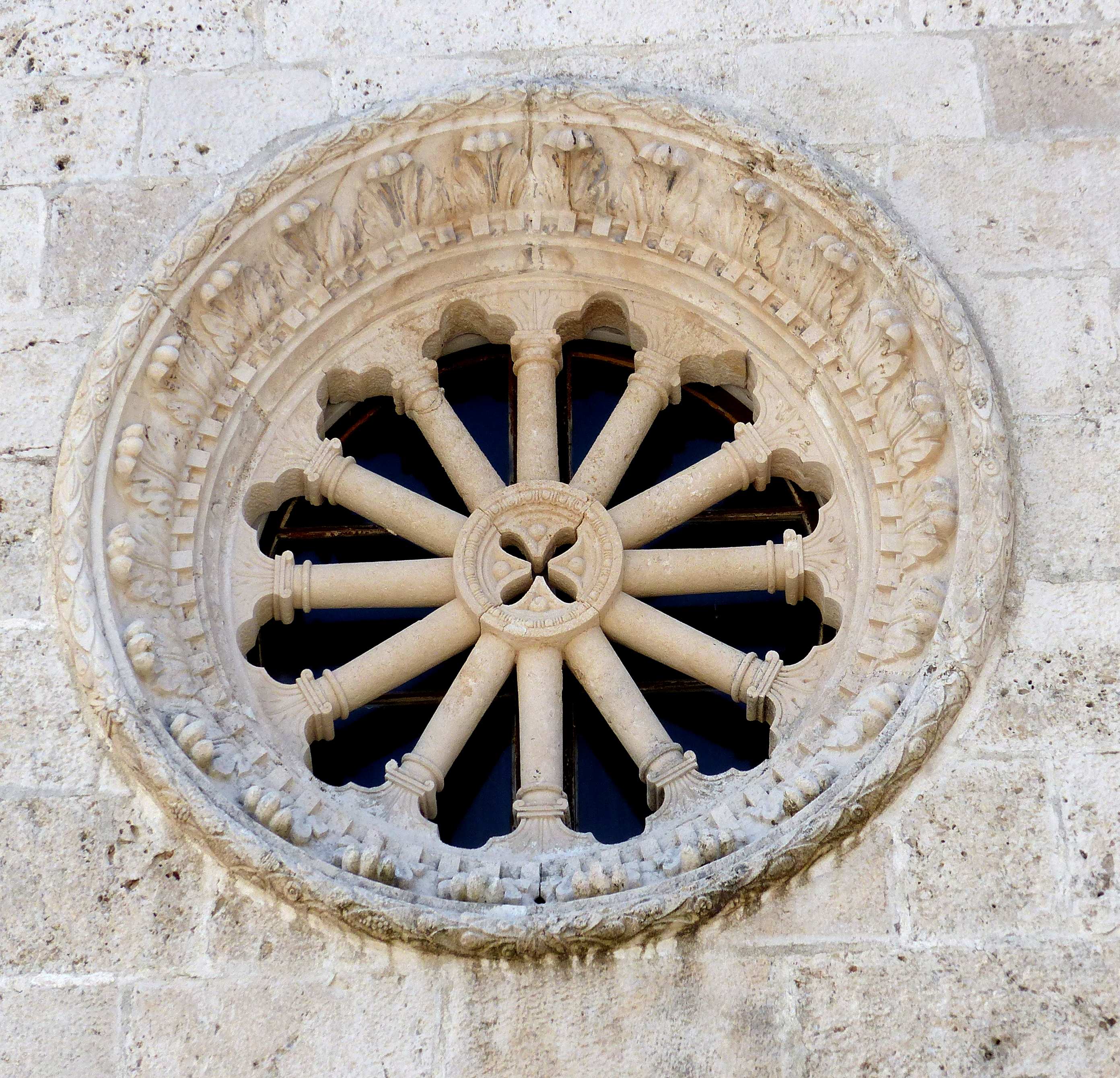
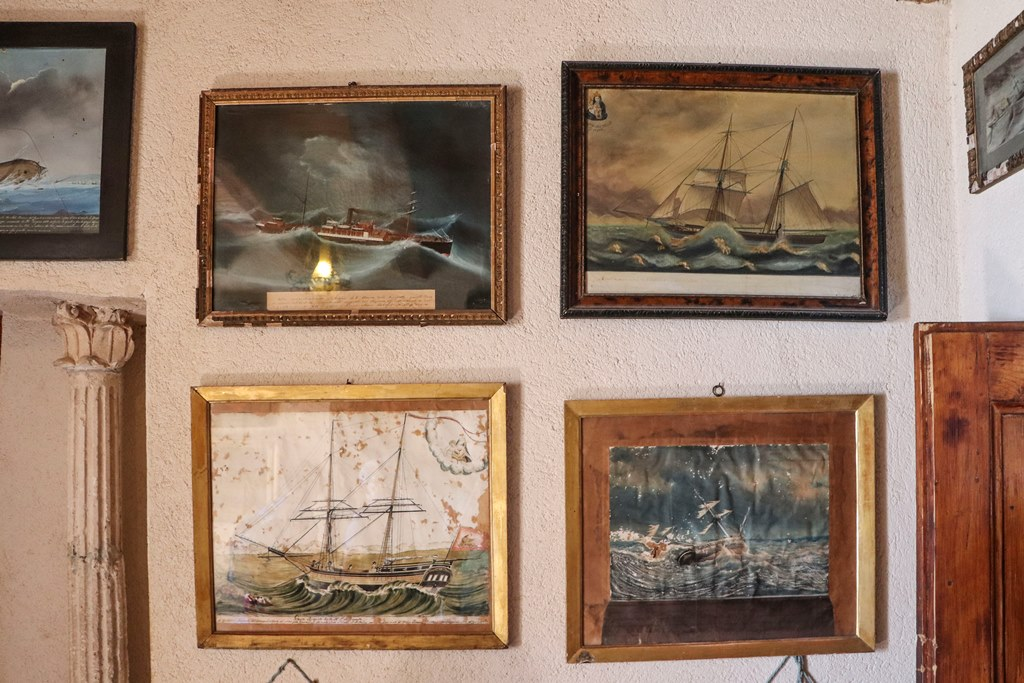
O museu: pinturas votivas
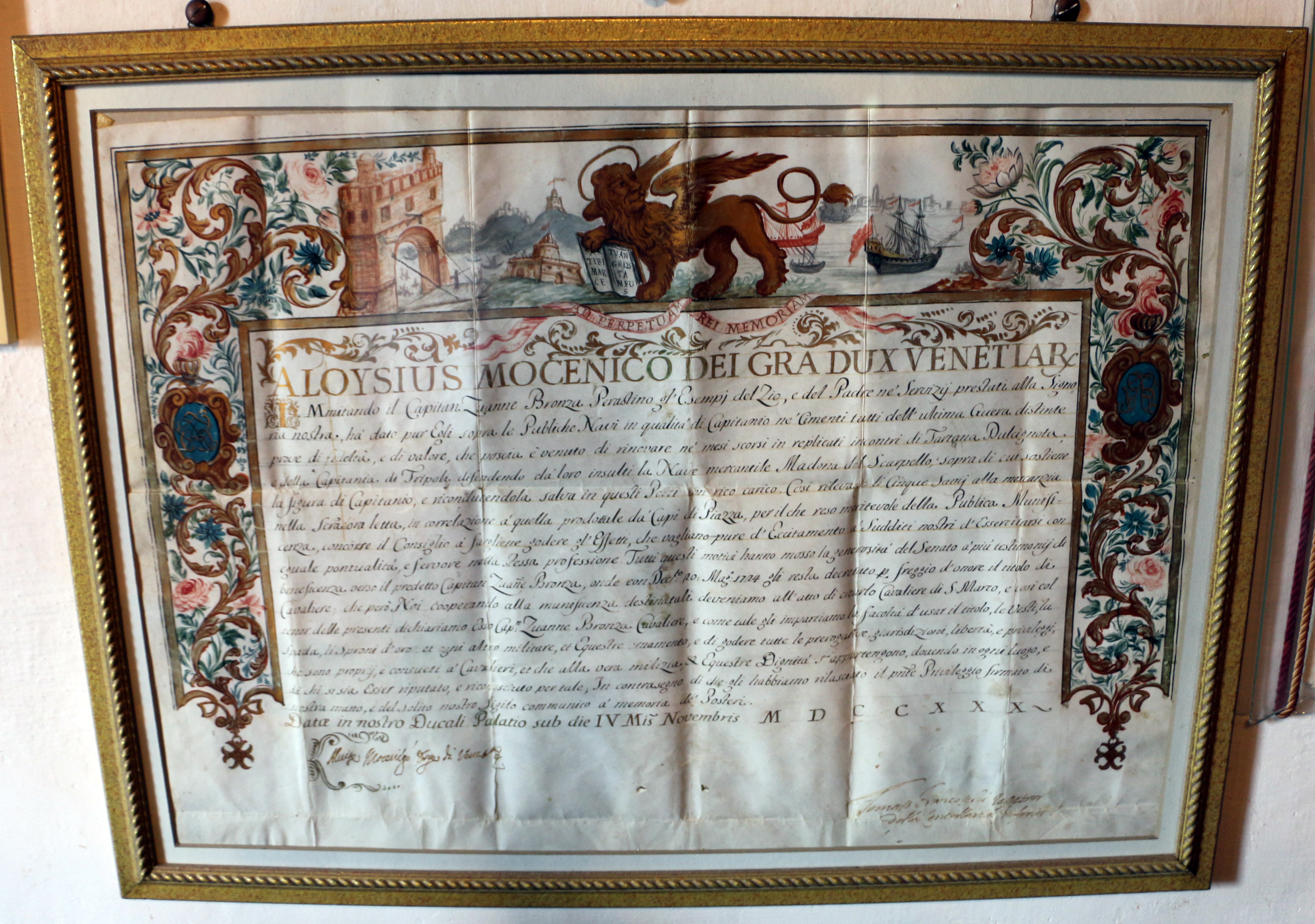
O museu: Privilégio concedido pelo Doge Sebastiano Mocenigo a Perast.